# Martin Červíček
Martin Červíček (ur. 3 kwietnia 1972 w Náchodzie) – czeski policjant, polityk i samorządowiec, komendant główny Policji Republiki Czeskiej w latach 2012–2014, od 2018 roku senator, a od 2020 roku hetman kraju hradeckiego.        
W 2020 roku był przewodniczącym klubu Obywatelskiej Partii Demokratycznej w Senacie, w latach 2014–2022 radny gminy Vysokov.        

## Życiorys

### Wykształcenie i praca w policji
Ukończył prawo w zakresie bezpieczeństwa na Wyższej Szkole Policyjnej, a następnie studia magisterskie z zakresu pedagogiki społecznej na uniwersytecie w Hradcu Králové. W 1990 roku rozpoczął pracę w policji. W sierpniu 2007 roku został dyrektorem dyrekcji drogowej przy prezydium Policji Republiki Czeskiej, następnie od września 2008 roku był dyrektorem regionalnym policji miasta Pragi. W kwietniu 2011 roku powołano go na stanowisko Zastępcy Komendanta Policji Kryminalnej i Służby Śledczej, którym pozostał do sierpnia 2012 roku. 
30 sierpnia 2012 roku mianowano go komendantem głównym Policji Republiki Czeskiej, zastąpił na tej funkcji Petra Lessy'ego. W styczniu 2014 roku Komisja Doradcza przy Ministrze Spraw Wewnętrznych uznała, że doszło do nieprawidłowości przy powołaniu go na funkcję komendanta głównego, 7 stycznia tego samego roku został zdymisjonowany.  

### Działalność polityczna
W wyborach lokalnych w 2014 roku został wybrany radnym gminy Vysokov. W 2016 roku został członkiem Obywatelskiej Partii Demokratycznej (ODS). W wyborach regionalnych w tym samym roku wybrano go radnym rady kraju hradeckiego. Po wyborach został mianowany pierwszym wicehetmanem kraju hradeckiego odpowiedzialnym za transport i infrastrukturę drogową. W październiku 2018 roku został ponownie wybrany radnym Vysokova, ponadto w wyborach do Senatu, kandydując z ramienia ODS w okręgu nr 47, został wybrany senatorem. W tym samym roku został członkiem zarządu ODS. W lutym 2020 roku został przewodniczącym klubu ODS w Senacie. Stanowisko to pełnił do października tego samego roku. Został natomiast przewodniczącym senackiej podkomisji Bezpieczeństwa Wewnętrznego i Zintegrowanego Systemu Ratownictwa oraz przewodniczącym Komisji Spraw Zagranicznych, Obrony i Bezpieczeństwa.
W wyborach regionalnych w 2020 roku ponownie wybrano go radnym kraju. 2 listopada tego samego roku wybrano go hetmanem kraju.

## Życie prywatne
Jest żonaty, ma dwójkę dzieci.